# Cissomela pectoralis
Cissomela pectoralis là một loài chim trong họ Meliphagidae.